# Санкт-Барбара-им-Мюрцталь
Санкт-Барбара-им-Мюрцталь (нем. Sankt Barbara im Mürztal) — ярмарочная коммуна (нем. Marktgemeinde) в Австрии, в федеральной земле Штирия.
Входит в состав округа Брукк-Мюрццушлаг. Площадь коммуны составляет 112,61 км², население — 6572 человека (1 января 2021), плотность населения — 59 чел./км². Официальный код — 6 21 45.
Коммуна была образована 1 января 2015 года на основе расформированных муниципалитетов Миттердорф-им-Мюрцталь, Файч и Вартберг-им-Мюрцталь.

## География
Территория коммуны охватывает семь населённых пунктов (нем. Ortschaft) (в скобках указано количество жителей на 1 января 2016 года):
- Гросвейч (904)
- Кляйнвейч (415)
- Лучаун (453)
- Миттердорф-им-Мюрцталь (1926)
- Нидерайген (643)
- Файч (374)
- Вартберг-им-Мюрцталь (2012)

Коммуна разделена на 8 кадастров (нем. Katastralgemeinden): Гросфайч, Клайнфайч, Лучаун, Миттердорф, Нидерайген, Шайбсграбен, Файч Дорф и Вартберг.

### Соседние коммуны
| С-З | Мариацелль | Нойберг-ан-дер-Мюрц | Нойберг-ан-дер-Мюрц | С-В |
| З   | Турнау     | Роза ветров         | Криглах             | В   |
| Ю-З | Киндберг   | Штанц-им-Мюрцталь   | Криглах             | Ю-В |

## Экономика
Горнодобывающая промышленность (магнезит с 1881 года), производство огнеупорных деталей для плавильных печей, производство и обработка стали имеют давние традиции и до сих пор являются ключевыми отраслями промышленности Санкт-Барбары-им-Мюрцталь.
В коммуне представлены заводы следующих компаний:
- RHI AG — производство огнеупорные материалы.
- Vogel & Noot AG — производство сельскохозяйственной техники и отопительных приборов.
- Breitenfeld AG — производство нержавеющей стали.
- Bien-Zenker — строительство сборных домов.

## Политическая ситуация
Бургомистр коммуны — Йохен Янце (СДПА) по результатам выборов 2015 года.
Совет представителей коммуны (нем. Gemeinderat) состоит из 25 мест.
- СДПА занимает 16 мест.
- АПС занимает 4 места.
- АНП занимает 4 места.
- КПА занимает 1 место.